# LOOKING BACK 2
『LOOKING BACK 2』（ルッキング・バック ツー）は、2001年5月16日にリリースされた小田和正通算2作目のセルフカヴァー・アルバム。

## 解説
オフコース時代の楽曲のセルフカヴァー・アルバム第1弾として制作された前作『LOOKING BACK』から約5年、この間にシングルのカップリングとして発表されてきた作品のほか、このアルバム用に新たにレコーディングされた作品も収録したセルフカヴァーベストアルバム第2弾。今回もアレンジだけでなく、歌詞にも手を加えることで、単に過去を振り返るだけでなく現在の作品として再提示している。アルバムには当初CMでも使われた「めぐる季節」も収録する予定でバックトラックまではレコーディングされたが結果、収録は見送られた。
ブックレットの各ページには歌詞の他、それぞれの曲がリリースされたのとほぼ同時期の小田のポートレートがレイアウトされ、ジャケットなどのアートワークも基本的には『LOOKING BACK』を踏襲したデザインになっている。また、アルバム購入者への初回応募特典として、『小田和正が語る"LOOKING BACK"』,『小田和正が語る"LOOKING BACK 2"』のスペシャルCDがそれぞれ制作、プレゼントされた。

## 収録曲
- 作詞・作曲・編曲：小田和正

1. 風の街 - (4:55)[1]（2001年3月7日発売シングル (CD-S:FHDL-5003)）
先行シングルとしてリリースされた、このアルバム唯一の新曲。サビがJRAのCMで使われることもあって全体像も最初からあったものの、小田自身はAメロにばかり意識が向いていたという。メロディもあまり動かないことを考えて抑え気味で歌ったがなかなか伝わらないと思い、歌をバックにしてバランスを取って語ったほうか伝わるかもしれないと考え入れたところ面白いと思ったという。さらに語りの部分に説得力を出すため男の気持ちとして歌詞をシャウトして欲しかったので大友康平（HOUND DOG）・根本要（スターダストレビュー）・坂本サトルに参加を要請した。
JRAブランド広告 “祭り”篇イメージソング
2. 夏の別れ - (4:16)（2001年3月7日発売シングル「風の街」カップリング曲）
オリジナルはアルバム『Still a long way to go』[3]収録曲でその後、シングル[4]としてもリリースされた。ここでは歌詞が一部省略されている。
3. she's so wonderful - (4:06)[1]
オリジナルはアルバム『Still a long way to go』[3]収録曲でその後、シングル[5]としてもリリースされた。ここでは英語詞の一部が日本語詞に書き換えられている。
4. 愛の中へ - (4:51)[1]
オリジナルはアルバム『over』[6]収録曲でシングル[7]としても同時発売された。ここでは歌詞が一部省略されている。
5. 言葉にできない - (5:17)[1]
オリジナルはアルバム『over』[6]収録曲でその後、シングル[8]としてもリリースされた。このセルフカヴァーは当初、明治生命（当時）の企業CMとして「same moon! KAZUMASA ODA TOUR 2000」より日本武道館で収録されたライブ音源をもとに制作されたが、このアルバムへの収録に際しストリングスをオーヴァーダブしている。また、オリジナルにあったイントロ部でのラララコーラスおよび間奏部を省略している。
明治生命企業CMソング / 日本テレビ系ドラマ『夏休みのサンタさん』主題歌 / 日本テレビ系ドラマ『たったひとつのたからもの』主題歌 / 映画『手紙』挿入歌 / テレビ東京系アニメ『プリパラ』95話挿入歌[9]
6. さよなら - (4:44)[1]
オリジナルはシングル[10]でリリースされ、その後ベストアルバム『SELECTION 1978-81』[11]にも収録された。
7. あなたのすべて - (3:36)[1]（1999年10月21日発売 シングル「こんな日だったね」(CD-S:FHDL-1108)カップリング曲）
オリジナルはシングル[12]でリリースされ、その後アルバム『FAIRWAY』[13]にも収録された。ここではオリジナルにあったコーラスパートを省略している。
三井ハウス企業CMソング
8. こころは気紛れ - (3:34)[1]
オリジナルはアルバム『SONG IS LOVE』[14]収録曲でその後、シングル[15]としてリリースされたほか、ベストアルバム『SELECTION 1973-78』[16]にも収録された。セルフカヴァーに際しては『LOOKING BACK』[2]で一度トライしたがうまくいかず、今回再度レコーディングされた。
9. 愛のうた - (4:42)[1]（1997年7月24日発売シングル「伝えたいことがあるんだ」(CD-S:FHDL-1106)カップリング曲）
オリジナルはアルバム『ワインの匂い』[17]収録曲でその後、ベストアルバム『SELECTION 1973-78』[16]にも収録された。ここではオリジナルにあった歌い出しのパートが省略されている。また、このセルフカヴァーは一度シングルのカップリング曲として収録されたが、アルバム収録に際しコーラスの差し替えやサックスをオーヴァーダブなど再度、手が加えられている。
10. もう歌は作れない - (3:58)[1]（2000年9月22日発売 シングル「woh woh」(CD-S:FHDL-5001)カップリング曲）
オリジナルはシングル[18]としてリリースされ、その後アルバム『この道をゆけば ⁄ オフ・コース・ラウンド2』[19]にも収録された。
11. 君住む街へ - (6:08)[1]
オリジナルはシングル[20]としてリリースされ、後にアルバム『Still a long way to go』[3]にも収録された。ここでは他のメンバーが歌っていたパートもすべて小田自身が歌っている。

## クレジット

### 風の街
- mansaku kimura : drums
- kaoru yamauchi : bass
- marie oishi : percussions
- yoshiyuki sahashi : guitars
- masahiro inaba : guitar
- naoki kurio : organ
- kohei otomo : b.g.v.
- kaname nemoto : b.g.v.
- satoru sakamoto : b.g.v.
- hideki mochizuki : programming

### 夏の別れ
- mansaku kimura : drums
- nathan east : bass
- yoshiyuki sahashi : guitars
- hideki mochizuki : programming

### she’s so wonderful
- mansaku kimura : drums
- nathan east : bass
- luis conte : percussion
- yoshiyuki sahashi : guitars
- masayuki suzuki : b.g.v.
- chikuzen sato : b.g.v.
- hideki mochizuki : programming

### 愛の中へ
- mansaku kimura : drums
- nathan east : bass
- luis conte : percussion
- yoshiyuki sahashi : guitars
- chikuzen sato : b.g.v.
- satoru sakamoto : b.g.v.
- hideki mochizuki : programming

### 言葉にできない
- far east club band
- chieko kinbara strings : strings
- hideki mochizuki : programming

### さよなら
- nathan east : bass
- luis conte : percussion
- yoshiyuki sahashi : guitar
- hideki mochizuki : programming

### あなたのすべて
- mansaku kimura : cymbals
- nathan east : bass
- luis conte : percussion
- yoshiyuki sahashi : guitars
- mitsuhiro sonoyama : sax
- chikuzen sato : b.g.v.
- hideki mochizuki : programming

### こころは気紛れ
- nathan east : bass
- luis conte : percussion
- yoshiyuki sahashi : guitar&tiple
- junko yamamoto : b.g.v.
- masayuki suzuki : b.g.v.
- hideki mochizuki : programming

### 愛のうた
- mansaku kimura : drums
- nathan east : bass
- yoshiyuki sahashi : guitars
- mitsuhiro sonoyama : sax
- bill schnee : tambourine
- chikuzen sato : b.g.v.
- hideki mochizuki : programming

### もう歌は作れない
- nathan east : bass
- hideki mochizuki : programming

### 君住む街へ
- nathan east : bass
- luis conte : percussion
- yoshiyuki sahashi : guitaers
- chieko kinbara strings : strings
- junko yamamoto : b.g.v.
- satoru sakamoto : b.g.v.
- hideki mochizuki : programming

### スタッフ
- Produced by KAZUMASA ODA
- Mixed by BILL SCHNEE at SCHNEE STUDIO
- Mastered by DOUG SAX & ROBERT HADLEY at MASTERING LAB
- Recording Engineers : YOSHIHIDE“King-Chang”MIKAMI ⁄ TOMOYUKI TANAKA ⁄ HIROKAZU FUNAHASHI ⁄ TAKESHI INABA ⁄ BILL SCHNEE
- Assistant Engineers : TAKESHI NAKADA ⁄ MAMIKO KATAKURA ⁄ YASUO IIJIMA ⁄ KOJI EGAWA
- Recorded at BUNKAMURA STUDIO ⁄ FUN HOUSE SAPPORO STUDIO ⁄ ABS STUDIO ⁄ ON AIR AZABU STUDIO ⁄ NIPPON BUDOKAN ⁄ F.E.C.STUDIO ⁄ SOUND CITY ⁄ SCHNEE STUDIO
- Directed by TOMOAKI KINOSHITA
- A&R : HIDEO TAKEYAMA (Little Tokyo)
- Marketing Planner : HIROSHI FURUKAWA (Little Tokyo)
- Promotion : “Little Tokyo” PROMOTION TEAM
- Production Coordinator : MASAMICHI YOSHIDA ⁄ NAOKO KAWAHITO
- U.S. Coordinator : KOJI EGAWA
- Artist Management : TATSUYA FUNAKOSHI ⁄ CHIHARU MIYAMA
- Art Director : AKIHIRO ISHIKAWA & K.ODA
- Design : NOBUYOSHI MINEGISHI ⁄ AKIHIRO ISHIKAWA
- Special Thanks to : A’PROMOTION ⁄ BIRD PLANNING ⁄ MISTRAL MUSIC ⁄ MOTHER ⁄ M.T.M. PRODUCTION ⁄ PHILIP H.RODES ⁄ JILL HEATHERLY ⁄ SHIN OIKAWA ⁄ GEORGE KAKIZAKI ⁄ SCI ⁄ K.ODA TOUR STAFF & PROMOTERS ⁄ YAMAHA ⁄ MIYAJI GAKKI ⁄ MITSUI HOUSE ⁄ MEIJI LIFE ⁄ JRA ⁄ CAFE STAFF